# Campagna diffamatoria
Una campagna diffamatoria è un'azione volta a mettere in discussione o danneggiare la reputazione di qualcuno, di un gruppo sociale o di un'istituzione attraverso la diffusione di propaganda negativa.
A tal fine, l'opinione pubblica viene manipolata diffondendo informazioni e opinioni false o distorte. Nei casi estremi, la campagna diffamatoria può trasformarsi in una campagna d'odio o di intolleranza che mette a repentaglio la vita e l'integrità fisica delle persone prese di mira attraverso il deliberato incitamento all'odio o alla violenza.
Può essere applicato a individui o gruppi. Obiettivi comuni sono funzionari pubblici, politici, candidati politici, attivisti ed ex coniugi. Il termine si applica anche in altri contesti come il posto di lavoro.
Il termine "campagna diffamatoria" divenne popolare intorno al 1936.

## Descrizione
Le campagne diffamatorie sono azioni intenzionali e premeditate per minare la reputazione, la credibilità e il carattere di un individuo o di un gruppo. Come le campagne negative, molto spesso le campagne diffamatorie prendono di mira funzionari governativi, politici, candidati politici e altri personaggi pubblici. Tuttavia, persone o gruppi privati possono anche diventare bersagli di campagne diffamatorie perpetrate in aziende, istituzioni, sistema legale e altri gruppi formali. Vengono utilizzate tattiche discreditanti per scoraggiare le persone dal credere nella figura o dal sostenere la propria causa, come l'uso di citazioni dannose.
Le tattiche diffamatorie differiscono dal normale discorso o dibattito in quanto non riguardano le questioni o gli argomenti in questione. Una diffamazione è un semplice tentativo di diffamare un gruppo o un individuo con l'obiettivo di minare la loro credibilità.
Le diffamazioni spesso consistono in attacchi ad hominem sotto forma di voci e distorsioni non verificabili, mezze verità o addirittura menzogne; le campagne diffamatorie sono spesso propagate dalle riviste di gossip. Anche quando si dimostra che i fatti alla base di una campagna diffamatoria mancano di fondamenta adeguate, la tattica è spesso efficace perché la reputazione del bersaglio viene offuscata prima che la verità sia nota.
Le campagne diffamatorie possono anche essere utilizzate come tattica di campagna associata al giornalismo scandalistico, che è un tipo di giornalismo che presenta poche notizie ben studiate e utilizza invece titoli accattivanti, scandalo e sensazionalismo. Ad esempio, durante la campagna presidenziale di Gary Hart del 1988, il New York Post riportò in prima pagina grandi lettere maiuscole nere: "GARY: NON SONO DONNA".
Le sbavature sono anche efficaci nel distogliere l'attenzione dalla questione in questione e su un individuo o un gruppo specifico. L'obiettivo della diffamazione in genere deve concentrarsi sulla correzione delle informazioni false piuttosto che sul problema originale.
La deviazione è stata descritta come una diffamazione finale: "Inventi qualcosa. Poi la stampa ne scrive. E poi dici, tutti scrivono su questa accusa".

## In politica
Il dibattito politico spesso abusa della fiducia del pubblico da parte di un candidato che tenta di influenzare gli elettori, non con argomentazioni logiche su determinate questioni, ma con diatribe personali che non riguardano direttamente la questione in questione.
La politica americana traccia una linea tra "fiondazione di fango" e diffamazione. La questione chiave è che l'imbracatura di fango non è una forma di spergiuro o diffamazione. La politica può anche includere la barratry in cui un avversario archivia una causa frivola contro l'altro, in particolare per danneggiare la reputazione dell'avversario anche se il caso è infondato e può essere successivamente archiviato. Quando questi fatti possono venire alla luce, gli elettori hanno espresso il loro voto.

## In casi giudiziari
Nel sistema giudiziario statunitense, le tattiche di discredito (chiamate impeachment del testimone) sono il metodo approvato per attaccare la credibilità di qualsiasi testimone in tribunale, incluso un querelante o un imputato. Nei casi con una significativa attenzione da parte dei mass media o con risultati ad alto rischio, queste tattiche spesso si svolgono anche in pubblico.
Logicamente, un argomento è tenuto in discredito se si trova la premessa sottostante, "Così gravemente in errore che c'è motivo di rimuovere l'argomento dal procedimento a causa del suo contesto e applicazione pregiudizievoli...". I procedimenti giudiziari nei tribunali civili e penali non richiedono sempre che un argomento portato dalla difesa o dall'accusa sia screditato, tuttavia i tribunali d'appello devono considerare il contesto e possono screditare la testimonianza come spergiuro o pregiudizievole, anche se l'affermazione è tecnicamente vera.

## Considerazioni morali, psicologiche e legali
Le campagne diffamatorie sono considerate da molti una forma di discorso bassa e ipocrita; sono stati identificati come un'arma comune di psicopatici, borderline e narcisisti.
In molti paesi la legge riconosce il valore della reputazione e della credibilità. Sia la diffamazione (una pubblicazione falsa e dannosa) che la calunnia (una dichiarazione orale falsa e dannosa) sono spesso punibili dalla legge e possono comportare la reclusione o il risarcimento per i danni arrecati.